# پیژامه

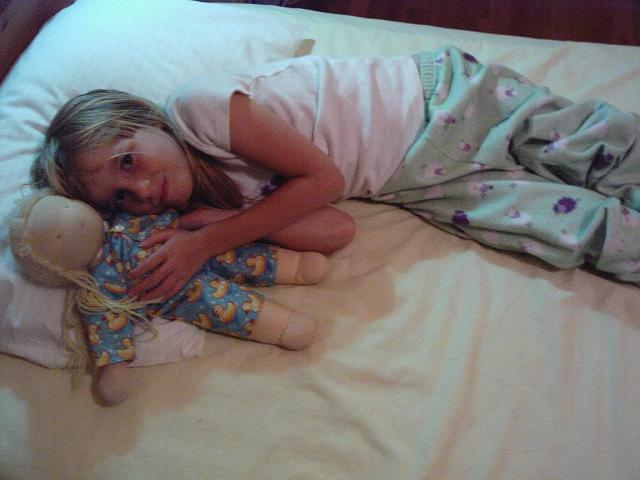
این دختر (و عروسکش) پیژامه (پای جامه) پوشیده‌اند.

پیژامه یا پاجامه‌ یا پای‌جامه، شلوار راحتی‌ای است که جزو تنپوش خواب بوده و ترجیحاً هنگام خواب و گاهی به عنوان لباس زیر پوشیده می‌شود. این لباس بیشتر توسط کودکان استفاده می‌شود. بزرگسالان بیشتر به صورت فصلی از آن استفاده می‌کنند که موارد آن در فصل‌های سرد سال است.
پیژامه در گذشته در ایران به پای جامه به معنای لباسی که پا را میپوشاند معروف بوده که پس خروج از لغات اصیل فارسی به واژگان فرانسه و بازگشت مجدد به پیژامه تغییر نام پیدا کرده‌است.

## ریشه‌شناسی
واژهٔ پارسی «پای‌جامه»، برای پوشش پائین‌تنه، از طریق کشور هند به زبان انگلیسی راه یافت و تبدیل شد به «pajamas» و بعدها مجدداً به شکل پیژاما و یا پیژامه به فارسی بازگشت.